# Зловредный
«Зловредный» (англ. The Mean One) — американский рождественский слэшер-фильм 2022 года, снятый Стивеном Ламортом по сценарию Флипа и Финна Коблеров. Фильм представляет собой пародийный ужастик на детскую книгу 1957 года «Как Гринч украл Рождество!» Доктора Сьюза с Дэвидом Ховардом Торнтоном в главной роли одноимённого персонажа фильма с Кристл Мартин, Чейзом Маллинзом, Джоном Бигэмом, Эриком Бейкером, Флипом Коблер и Эми Шумахер в ролях второго плана. В нём рассказывается о молодой женщине, которая отправляется на миссию по защите своего города от зелёного смертоносного гуманоидного существа, которое в праздничный сезон впадает в кровавую ярость. Поскольку фильм является несанкционированной пародией, в нём никогда не используется язык оригинальной книги.
О создании фильма было объявлено 7 октября 2022 года компанией XYZ Films, которая сотрудничала с A Sleight of Hand Productions, Amy Rose Productions и Kali Pictures в создании фильма. Это четвёртая экранизация рассказа; первая из них Телевизионный спецвыпуск 1966 года, вторым является полнометражный фильм 2000 года, а третьим — компьютерно-анимационный фильм 2018 года. Фильм был выпущен 9 декабря 2022 года компанией Atlas Film Distribution и получил крайне негативные отзывы критиков.

## Сюжет
Во время Сочельника в городе Ньювиль зелёное гуманоидное существо, одетое в костюм Санта-Клауса, пытается украсть рождественские украшения из дома юной Синди Сами-Знаете-Кто. Она натыкается на существо и даёт ему ожерелье, но приходит её мать и сражается с ним, пытаяся защитить дочь. В борьбе существо случайно толкает мать Синди на гвоздь, который пронзил её шею, тем самым убивая её. Прежде чем существо успело сбежать, Синди называет его «монстром». В будущем она будет жаждать мести за свою маму.
Двадцать лет спустя Синди возвращается в Ньювиль, чтобы закрыться дома и провести Рождество со своим отцом Лу. Она связывается с полицейским Берком Голдманом и воссоединяется с шерифом Ньювиля Питером Гупером, который продолжает отвергать утверждение Синди о том, что убийца её матери был монстром из-за отсутствия доказательств. Он сообщает, что после инцидента Ньювиль перестал продавать или вывешивать рождественские украшения. Той ночью Лу находит старые рождественские украшения и отдаёт их Синди, чтобы та развесила их по всему дому. Пока она выносит мусор, само существо возвращается, запирает Синди снаружи и убивает Лу, после чего крадёт их украшения.
Находясь в больнице, Синди встречает мэра Ньювиля Марджи МакБин, которой не нравятся заявления Синди о существе, полагая, что это вызовет панику. После похорон отца Синди находит у себя дома редкий цветок и через веб-сайт отслеживает его путь до горы. Синди находит бумажник пропавшего человека и видит, как существо убивает пару влюблённых и убегает. Вскоре после этого Гупер говорит Синди, что не может проводить расследование, поскольку гора находится на федеральной территории. Лишь Берк соглашается помочь. Тем временем существо убивает группу косплееров Санты в местном баре.
Когда существо пытается проникнуть в дом Синди, его отпугивает человек, известный как Док Зьюс, который верит истории Синди, поскольку его жена была убита этим существом много лет назад. Берк поднимается в гору и находит убежище существа с несколькими кошельками пропавших людей. Синди в это вермя тренируется и готовится убить существо, которое неистовствует по Ньювилю и убивает нескольких жителей. Берк отговаривает Синди пересекаться с монстром и узнаёт, что все кошельки принадлежали туристам, которых заманил на гору тот же веб-сайт, который видела Синди, который принадлежит мэру Макбину. Он противостоит Гуперу, который подтверждает существование существа и объясняет, что после смерти матери Синди существо возвращалось каждое Рождество, чтобы убивать людей, а позже его убежище было найдено. Оказалось, что Гупер и мэр МакБин вместе создали веб-сайт и отправляли ничего не подозревающих туристов на жертвоприношения, чтобы остановить серию убийств этого существа, а также убрали все рождественские украшения из города.
Мэр МакБин пытается покинуть город, но по дороге её перехватывает само существо и убивает. Берк направляется к горе, чтобы убить существо, но получает страшную травму, и его спасают Синди, Гупер и Док. Гупер преследует существо, но его убивают. Синди уходит в свой украшенный дом и поджидает существо. Когда монстр прибывает, она устраивает засаду и вступает с ним в бой. Синди наконец побеждает его, но прежде чем она успевает убить его, Синди замечает, что существо всё ещё носит ожерелье, которое она дала ему двадцать лет назад. Синди понимает, что смерть её матери была непреднамеренной, и существо никогда не хотело никому причинить вред; его убийственное поведение возникло, когда она назвала его «монстром», поэтому она прощает его и целует существо в щеку. Этот акт доброты заставляет сердце существа вырасти в три размера, что в конечном итоге взрывается и убивает его.
Некоторое время спустя весь Ньювиль снова начинает развещивать рождественские украшения. Само существо становится городской легендой и делает город популярным для новых туристов; Синди и Берк завязывают романтические отношения, и рассказчик намекает, что существо может вернуться в следующем году, когда будет слышно его рычание.

## В ролях
| Актёр                | Роль                            |
| -------------------- | ------------------------------- |
| Дэвид Ховард Торнтон | Зловредный                      |
| Кристл Мартин        | взрослая Синди Сами-Знаете-Кто  |
| Сафина Чанадет       | Синди Сами-Знаете-Кто в детстве |
| Чейз Маллинз         | офицер Берк Голдман             |
| Джон Бигхэм          | Доктор Зьюс                     |
| Эрик Бейкер          | шериф Хупер                     |
| Флип Коблер          | Лу Сами-Знаете-Кто              |
| Эми Шумахер          | мэр Макбин                      |
| Кристофер Сандерс    | рассказчик                      |

## Производство
7 октября 2022 года XYZ Films объявили, что они сотрудничают с A Sleight of Hands Productions, Amy Rose Productions и Kali Pictures в распространении несанкционированной пародии на детскую сказку Доктора Сьюза 1957 года «Как Гринч украл Рождество!», действие которой должно было происходить в обстановке, напоминающей ужасы.
Алекс Уильямс, менеджер по приобретениям и развитию XYZ Films, заявил:

Как страстный поклонник сезонных ужасов (и франшизы «Ужасающий»), «Зловредный» — это именно тот фильм, который попадает в мой личный «хороший список». Этот фильм — потрясающе прекрасное времяпрепровождение с яростно подрывной игрой Дэвида Ховарда Торнтона — и XYZ Films так гордится тем, что представляет этот культовый рождественский слэшер зрителям в эти праздничные дни.
23 ноября 2022 года было объявлено, что фильм дебютирует в кинотеатрах 9 декабря 2022 года благодаря Atlas Film Distribution, при этом XYZ Films больше не участвует в выпуске фильма.

## Маркетинг
24 ноября 2022 года был выпущен официальный постер фильма. Трейлер фильма был выпущен 28 ноября 2022 года.

## Релиз
Премьера «Зловредного» в кинотеатрах состоялась в США 9 декабря 2022 года.

### Выход на видео
«Зловредный» был выпущен на DVD, Blu-ray и цифровое издание 3 октября 2023 года.

## Критика
Фильм получил отрицательные отзывы. На сайте Rotten Tomatoes рейтинг одобрения фильма составляет 24 % на основе 17 рецензий со средней оценкой 4/10. На Metacritic фильм получил средневзвешенную оценку 29 из 100, основанную на 6 рецензиях, что указывает на «в целом неблагоприятные отзывы». Мэтт Донато из «IGN» дал фильму оценку 4 из 10, назвав его «довольно неумелым слэшером, который церемонно тратит впустую Гринча как злодея-слэшера, благодаря некоторым из худших компьютерных эффектов, которые вы можете найти в жанре ужасов». Он похвалил игру Торнтона как «лучшую часть „Зловредного“», но добавил, что он «скован наручниками» из-за низкого бюджета фильма.
Викрам Мурти из «IndieWire» поставил ему оценку «D+», написав: «В то время как „Зловредный“ заканчивается предсказуемым образом, хотя и с несколько реакционным сообщением, призывающим к чудовищным действиям. заставляет людей (или Гринчей?) превращаться в смертоносных монстров, это также признаёт участие социальных сетей в существовании фильма. „Зловредный“ изначально был трейлером, который якобы превратился в вирусную сенсацию, настолько, что это мотивировало Ламорта, чтобы сделать полнометражный фильм. Конечно же, фильм похож на утомительную 90-минутную версию двухминутной шутки, которая даже не имеет приличия, чтобы быть смешной. Кляп с убийственным Гринчем хорош для фырканья или нерешительного смешка. Если вы построите вокруг него художественный фильм, вы сами станете Гринчем.»
Алекс Ди Винченцо из «Bloody Disgusting» дал фильму оценку 2,5 из 5, написав: «Эта возмутительная концепция умоляет пойти полным ходом, но лишь случайные моменты самосознания сияют среди материала, который в противном случае воспроизводился. прямой.» Он добавляет, что «большинство спектаклей граничат с мелодраматизмом», в то время как «Торнтон носит фильм на спине, как мешок с подарками.»